# Sławomir Mamica
Sławomir Jan Mamica – polski fizyk, doktor habilitowany nauk fizycznych, specjalizuje się w fizyce ciała stałego, fizyce nanomateriałów, kryształach magnonicznych, teorii magnetyzmu, falach spinowych oraz vortexach magnetycznych, nauczyciel akademicki Uniwersytetu im. Adama Mickiewicza w Poznaniu.

## Życiorys
Naukowo związany z poznańskim Wydziałem Fizyki UAM, gdzie zdobywał kolejne awanse akademickie. Stopień doktorski uzyskał w 2002 na podstawie pracy pod tytułem Badanie warunków istnienia powierzchniowych i międzywierzchniowych fal spinowych w magnetycznych cienkich warstwach i wielowarstwach (promotorem był prof. Henryk Puszkarski). Habilitował się w 2014. 
Na macierzystym wydziale pracuje jako adiunkt w Zakładzie Fizyki Nanomateriałów. Jest członkiem Polskiego Towarzystwa Fizycznego. Swoje prace publikował m.in. w "Low Temperature Physics", "Physical Review B" oraz "Advances in Condensed Matter Physics".